# روبرت باتلر (رسام)
روبرت باتلر (بالإنجليزية: Robert Butler)‏ هو فنان تشكيلي ورسام أمريكي، ولد في 25 سبتمبر 1943 في باكسلي في الولايات المتحدة، وتوفي في 19 مارس 2014 في ليكلاند في الولايات المتحدة.

## وصلات خارجية
- الموقع الرسمي